# Điện học
Điện học là một ngành của vật lý chuyên nghiên cứu các hiện tượng về điện.

## Nguyên tử
Nguyên tử là các hạt cấu thành lên vật chất với các thành phần.
1. Electron là một loại hạt cơ bản mang điện âm (-) có Khối lượng {\displaystyle m_{e}} và được ký hiệu {\displaystyle e^{-}}.
2. Proton là một loại hạt mang điện dương (+) có khối lượng {\displaystyle m_{p}} và được ký hiệu {\displaystyle p^{+}}.
3. Neutron là một loại trung hòa điện (0) có khối lượng {\displaystyle m_{n}} và được ký hiệu {\displaystyle n}

## Mô hình nguyên tử của vật chất
1. Mọi nguyên tử vật chất có một hạt nhân gồm các proton và neutron trung hòa nằm trong tâm với các electron bao quanh tạo thành orbitan nguyên tử.
2. Trong nguyên tử trung hòa, số eletron bằng số proton. Nguyên tử số trong Bảng tuần hoàn hóa học cho biết số proton của hạt nhân đó.
3. Các electron ở lớp vỏ bên ngoài tạo nên tính chất hóa học của nguyên tố đó, chúng tuân theo nguyên lý loại trừ Pauli, quy tắc Hund, và các số lượng tử.
4. Electron trong orbitan nguyên tử có năng lượng bị lượng tử hóa. Các electron ngoài cùng có mức năng lượng thấp nhất.
5. Khi electron chuyển từ mức năng lượng cao xuống mức năng lượng thấp, một photon giải phóng ra với năng lượng bằng hiệu năng lượng giữa hai mức. Và ngược lại, khi electron hấp thụ một photon thì nó chuyển lên trạng thái năng lượng cao hơn.

## Tĩnh điện
Quá trình vật trung hòa về điện trở thành điện tích khi tích điện

### Điện tích
Trong điều kiện bình thường mọi vật trung hòa về điện có tổng điện bằng không. Khi một vật cho hay nhận điện tử âm vật sẽ trở thành điện tích dương hay âm. Khi một vật nhận electron sẽ trở thành có điện tích âm. Khi một vật cho electron sẽ trở thành có điện tích dương.
Vật + e = điện tích âm
Vật - e = điện tích dương
Điện tích có các tính chất điện sau

#### Điện lượng
Mọi hạt điện tích đều có một điện lượng biểu thị bằng Q
Hạt điện tích âm có điện lượng -Q
Hạt điện tích dương có điện lượng +Q

#### Điện trường
Mọi điện tích đều có một điện trường E của các đường điện bao quanh.
Điện tích âm có đường điện E hướng vào
Điện tích dương có đường điện E hướng ra

#### Từ trường
Mọi điện tích chuyển động đều cảm ứng một từ trường B của các đường từ.
Điện tích âm có đường từ B  hướng xuống
Điện tích dương có đường từ  B hướng lên

## Động điện
Điện tích tương tác với nhau tạo ra Lực điện. Điện tích tương tác với từ tường tạo ra Lực từ và Lực điện từ

### Lực điện Coulomb
Theo Định luật Coulomb khi có hai điện tích nằm cách nhau khoảng R. Điện tích cùng dấu sẽ đẩy nhau trong khi khác dấu sẽ hút nhau bởi một lực Coulomb
{\displaystyle F=K{\frac {Q_{+}Q_{-}}{R^{2}}}}

### Lực điện trường Ampère
Lực điện FE làm cho điện tích di chuyển thẳng hàng tạo ra điện trường E
{\displaystyle F_{E}=QE}

### Lực từ trường Lorentz
Lực từ FB làm cho điện tích di động di chuyển thẳng hàng vuông góc với hướng di chuyển ban đầu
{\displaystyle F_{B}=\pm QvB}

### Lực điện từ trường Faraday
Tổng hai lực FE và lực FB  tạo ra lực điện từ
{\displaystyle F_{E}B=F_{E}+F_{B}=QE\pm QvB=Q(E\pm vB)}

## Thể loại
Có hai loại điện thường dùng là điện xoay chiều hay điện AC và điện một chiều hay điện DC. Điện một chiều DC có điện không đổi theo thời gian thường thấy ở pin, ắc quy, đi na mô có khả năng cung cấp điện với hiệu điện thế từ 1.5V đến 12V. Điện xoay chiều hay điện AC có điện thay đổi theo thời gian dưới dạng sóng hình sin thường thấy ở máy phát điện có khả năng cung cấp điện từ 120 - 240 v ở 60 Hz

## Tương tác
Mọi vật tương tác với điện được chia thành ba loại: dẫn điện đặc trưng cho những vật dễ dẫn điện như các kim loại sắt, đồng, kẽm; cách điện đặc trưng cho những vật hoàn toàn không dẫn như cao su, sành sứ; bán dẫn điện đặc trưng cho những vật khó dẫn điện như silicon.
Ở điều kiện bình thường, điện tích của mọi Dẫn điện di chuyển theo hướng tự do. Khi mắc vật dẫn điện với điện. Điện sẽ tạo nên một áp lực làm cho điện tích của vật dẫn điện di chuyển thẳng hàng tạo nên một dòng điện di chuyển thẳng hàng. Áp lực của điện trên vật dẫn điện được gọi là điện thế có ký hiệu V đo bằng đơn vị vôn (V). Dòng điện tích di chuyển thẳng hàng gọi là dòng điện có ký hiệu I đo bằng đơn vị ampe (A)
Tương quan giữa V, I được định nghĩa qua hai luật Ôm và luật Wat
- Luật Ôm {\displaystyle V=IR}
- Luật Wat {\displaystyle P=IV}

## Tính chất vật dẫn điện

### Điện thế
Điện thế được định nghĩa là tỉ lệ năng lực trên điện tích tính bằng công thức
{\displaystyle V={\frac {W}{Q}}={\frac {P}{I}}=IR}

### Dòng điện
Dòng điện được định nghĩa là tỉ lệ điện tích trên thời gian tính bằng công thức
{\displaystyle I={\frac {Q}{t}}={\frac {U}{R}}}

### Điện kháng/điện trở
Điện trở được định nghĩa là tỉ lệ điện thế trên cường độ dòng điện tính bằng công thức
{\displaystyle R={\frac {V}{I}}}

### Điện dẫn
Điện dẫn được định nghĩa là tỉ lệ Dòng Điện trên Điện thế tính bằng công thức
{\displaystyle Y={\frac {I}{V}}={\frac {1}{R}}}

### Năng lượng điện
Năng lượng điện được tính bằng công thức
{\displaystyle E_{V}={\frac {W}{Q}}{\frac {Q}{t}}=VI}
Mọi vật dẫn điện đều có thất thoát về năng lượng điện dưới dạng nhiệt được gọi là Năng lượng Điện Thất Thoát tỉ lệ thuận với điện trở tính bằng công thức 
{\displaystyle P_{R}=I^{2}R={\frac {V^{2}}{R}}}
Năng lượng Điện truyền qua Dẫn điện
{\displaystyle P=E_{V}-E_{R}}
{\displaystyle P=VI-I^{2}R=I(V-IR)}
{\displaystyle P=VI-{\frac {V^{2}}{R}}=V(I-{\frac {V}{I}})}

### Điện nhiệt
Tương tác giữa vật và điện tạo ra nhiệt tỏa ra môi trường xung quanh tỉ lệ với Điện kháng và Dòng Điện bình phương
{\displaystyle P_{R}={\frac {V^{2}}{R(T)}}=I^{2}R}
Với
{\displaystyle R(T)=R_{o}+nT} cho dẫn điện
{\displaystyle R(T)=R_{o}e^{(}nT)} cho bán dẫn điện

### Điện quang
Quan sát giữa điện và vật cho thấy khi vật dẫn điện vật sẻ tạo ra Ánh sáng quang nhiệt.
| Đặc Tính Sóng Ánh Sáng Nhiệt | Ký Hiệu                  | {\displaystyle f<fo}                    | {\displaystyle f=fo}                     | {\displaystyle f>fo}                    |
| ---------------------------- | ------------------------ | --------------------------------------- | ---------------------------------------- | --------------------------------------- |
| Vận Tốc Sóng                 | {\displaystyle v}        | {\displaystyle \lambda f}               | {\displaystyle C}                        | {\displaystyle C}                       |
| Bước Sóng                    | {\displaystyle \lambda } | {\displaystyle \lambda ={\frac {v}{f}}} | {\displaystyle \lambda ={\frac {C}{fo}}} | {\displaystyle \lambda ={\frac {C}{f}}} |
| Năng lượng Sóng              | {\displaystyle E}        | {\displaystyle pv}                      | {\displaystyle hf_{o}}                   | {\displaystyle hf}                      |

#### Tần số ngưởng, fo
Mọi vật dẫn điện có tần số hấp thụ năng lượng điện cho đến mức cao nhứt ở tần số ngưởng, fo
điện học là một phần vật dẫn không thay đỗi nhưng vẫn tồn tại phát triến vững mạnh ở dạng kết bền. 
U = U1 + U2 + U3

#### Phổ Tần Phóng Xạ
- Ở tần sô {\displaystyle f<fo}

Vật dẫn điện và tỏa Ánh sáng nhiệt vào môi trường xung quanh ở mức năng lượng Quang tử Khối
{\displaystyle v=\lambda f}
{\displaystyle \lambda ={\frac {v}{f}}}
{\displaystyle E=pv}
- Ở tần sô {\displaystyle f=fo}

Vật ngừng dẫn điện và tỏa Ánh sáng nhiệt vào môi trường xung quanh ở mức năng lượng Quang tử
{\displaystyle C=\lambda f}
{\displaystyle \lambda ={\frac {C}{f_{o}}}}
{\displaystyle E=hf_{o}={\frac {C}{\lambda _{o}}}}
- Ở tần sô {\displaystyle f>fo}

Vật tỏa Ánh sáng nhiệt vào môi trường xung quanh ở mức năng lượng Quang tử Lượng
{\displaystyle C=\lambda f}
{\displaystyle \lambda ={\frac {C}{f}}}
{\displaystyle E=h{\frac {C}{\lambda }}}

#### Lưởng Tính Hạt và Sóng
Phổ Tần Phóng Xạ là một phổ tần lưỡng tính
Hạt {\displaystyle f<f_{o}}, {\displaystyle v=\lambda f}, {\displaystyle E=pv}
Sóng {\displaystyle f>f_{o}},  {\displaystyle v=C}, {\displaystyle E=hf=h{\frac {C}{\lambda }}}

## Điện Từ
Tương tác giữa Điện và Cuộn từ của nhiều vòng tròn dẫn điện có dòng điện khác không tạo ra Từ trường B trên cuộn từ và Từ Thông {\displaystyle \phi } trên các vòng quấn của cuộn từ

### Từ Trường
{\displaystyle B=LI}

### Từ Cảm
{\displaystyle \phi =NB=NLI}

### Từ Cảm Ứng
{\displaystyle H={\frac {B}{\mu }}}

### Từ lực
{\displaystyle F=Bl}

### Điện cảm ứng từ
Trên Cuộn Từ
{\displaystyle V_{L}={\frac {dB}{dt}}=L{\frac {dI}{dt}}}
Trên các vòng quấn Cuộn Từ
{\displaystyle -\epsilon ={\frac {d\phi }{dt}}=-N{\frac {d\phi }{dt}}=-NL{\frac {dI}{dt}}}